# Alena Fomina-Klotz
Alena Fomina-Klotz (ukrainisch Альона Фоміна; russisch Алёна Сергеевна Фомина Aljona Sergejewna Fomina, englisch Alena Sergeyevna Fomina; * 5. Juli 1989 in Sewastopol, Russland als Aljona Fomina) ist eine ukrainisch-russische Tennisspielerin, die von November 2017 bis Juni 2025 für Russland antrat und seither für Deutschland spielt.

## Karriere
Fomina-Klotz begann mit vier Jahren das Tennisspielen und bevorzugt Hartplätze. Sie spielt seit 2006 hauptsächlich auf dem ITF Women’s Circuit, auf dem sie bislang einen Einzel- und 27 Doppeltitel gewann.
Auf der WTA Tour debütierte sie in der Doppelkonkurrenz der Topshelf Open 2014, wo sie mit Christina Shakovets glatt mit 0:6 und 0:6 gegen die Paarung Marija Kirilenko/Yanina Wickmayer verlor.
Ihre besten Weltranglistenplatzierungen erreichte sie im April 2017 mit Rang 520 im Einzel sowie im Juli 2018 mit Position 155 im Doppel.

## Turniersiege

### Einzel
| Nr. | Datum           | Turnier | Kategorie   | Belag | Finalgegnerin    | Ergebnis |
| --- | --------------- | ------- | ----------- | ----- | ---------------- | -------- |
| 1.  | 10. August 2014 | Telawi  | ITF $10.000 | Sand  | Saray Sterenbach | 6:4, 6:2 |

### Doppel
| Nr. | Datum              | Turnier                  | Kategorie      | Belag             | Partnerin              | Finalgegnerinnen                        | Ergebnis          |
| --- | ------------------ | ------------------------ | -------------- | ----------------- | ---------------------- | --------------------------------------- | ----------------- |
| 1.  | 20. Oktober 2012   | Antalya                  | ITF $10.000    | Sand              | Lina Gjorcheska        | Alice Matteucci Barbara Sobaszkiewicz   | 6:0, 6:4          |
| 2.  | 10. August 2013    | Moskau                   | ITF $25.000    | Sand              | Hanna Schkudun         | Albina Xabibulina Anastasija Wassyljewa | 6:2, 7:5          |
| 3.  | 16. November 2013  | Scharm asch-Schaich      | ITF $10.000    | Hartplatz         | Christina Shakovets    | Giulia Bruzzone Pauline Payet           | 7:5, 6:4          |
| 4.  | 16. August 2014    | Telawi                   | ITF $10.000    | Sand              | Christina Shakovets    | Ani Amiraghjan Margarita Lasarewa       | 6:4, 4:6, [10:7]  |
| 5.  | 30. August 2014    | Antalya                  | ITF $10.000    | Hartplatz         | Christina Shakovets    | Wang Yan Yang Zhaoxuan                  | 6:3, 6:1          |
| 6.  | 22. November 2014  | Antalya                  | ITF $10.000    | Sand              | Ekaterine Gorgodze     | Natalija Kostić Chantal Škamlová        | kampflos          |
| 7.  | 11. April 2015     | Antalya                  | ITF $10.000    | Hartplatz         | Chantal Škamlová       | Xenija Gajdarzhi Sara Tomic             | 6:2, 6:1          |
| 8.  | 29. August 2015    | Antalya                  | ITF $10.000    | Hartplatz         | Alina Wessel           | Kim Grajdek Keren Shlomo                | 6:3, 6:3          |
| 9.  | 18. September 2015 | Butscha                  | ITF $10.000    | Sand              | Oleksandra Koraschwili | Olha Jantschuk Wiktorija Kan            | 6:4, 6:3          |
| 10. | 12. Dezember 2015  | Antalya                  | ITF $10.000    | Sand              | Christina Shakovets    | Julie Noe Elena-Gabriela Ruse           | 7:64, 6:2         |
| 11. | 5. März 2016       | Scharm asch-Schaich      | ITF $10.000    | Hartplatz         | Jekaterina Jaschina    | Anastassija Komardina Anna Morgina      | 6:1, 4:6, [10:8]  |
| 12. | 12. März 2016      | Scharm asch-Schaich      | ITF $10.000    | Hartplatz         | Jekaterina Jaschina    | Anastassija Komardina Anna Morgina      | 7:62, 3:6, [10:8] |
| 13. | 2. September 2016  | Batumi                   | ITF $10.000    | Sand              | Margarita Lasarewa     | Mariam Bolkwadse Tatia Mikadse          | 6:4, 6:3          |
| 14. | 16. Oktober 2016   | Scharm asch-Schaich      | ITF $10.000    | Hartplatz         | Mariam Bolkwadse       | Guadalupe Pérez Rojas Jil Teichmann     | 6:2, 6:3          |
| 15. | 23. Oktober 2016   | Scharm asch-Schaich      | ITF $100.000   | Hartplatz         | Irina Maria Bara       | Guadalupe Pérez Rojas Jil Teichmann     | 6:2, 6:1          |
| 16. | 2. Juni 2017       | Niš                      | ITF $15.000    | Sand              | Darja Kruschkowa       | Riya Bhatia Angelique Svinos            | 6:0, 7:5          |
| 17. | 16. Dezember 2017  | Dubai                    | ITF $100.000+H | Hartplatz         | Mihaela Buzărnescu     | Lesley Kerkhove Lidsija Marosawa        | 6:4, 6:3          |
| 18. | 16. März 2018      | Kasan                    | ITF $15.000    | Hartplatz (Halle) | Jelena Rybakina        | Anastassija Frolowa Xenija Lykina       | 6:4, 1:6, [10:6]  |
| 19. | 10. August 2018    | Kasan                    | ITF $15.000    | Sand              | Darja Kruschkowa       | Anna Jakowlewa Gjulnara Nasarowa        | 6:2, 6:1          |
| 20. | 13. Oktober 2018   | Antalya                  | ITF $15.000    | Hartplatz         | Georgia Crăciun        | Cemre Anil Melis Sezer                  | 7:5, 7:64         |
| 21. | 15. Dezember 2018  | Dubai                    | ITF $100.000+H | Hartplatz         | Walentina Iwachnenko   | Réka Luca Jani Cornelia Lister          | 7:5, 6:2          |
| 22. | 31. März 2019      | Santa Margherita di Pula | ITF W25        | Sand              | Walentina Iwachnenko   | Cristina Dinu Réka Luca Jani            | 7:5, 3:6, [10:8]  |
| 23. | 6. Juli 2019       | Stuttgart                | ITF W25        | Sand              | Vivien Juhászová       | Tamara Čurović Chiara Scholl            | 2:6, 6:2, [14:12] |
| 24. | 25. Januar 2020    | Stuttgart                | ITF W15        | Hartplatz (Halle) | Angelica Moratelli     | Karolína Beránková Francisca Jorge      | 7:5, 6:2          |
| 25. | 24. Mai 2022       | Grado                    | ITF W60        | Sand              | Dalila Jakupović       | Eudice Chong Liang En-shuo              | 6:1, 6:4          |
| 26. | 15. Januar 2023    | Monastir                 | ITF W40        | Sand              | Iryna Schymanowitsch   | Oana Gavrilă Sapfo Sakellaridi          | 6:2, 6:1          |
| 27. | 16. Juli 2023      | Contrexéville            | WTA Challenger | Sand              | Cristina Bucșa         | Amina Anschba Anastasia Dețiuc          | 4:6, 6:3, [10:7]  |
| 28. | 5. August 2023     | Hechingen                | ITF W60        | Sand              | Lina Gjorcheska        | Ekaterine Gorgodse Katharina Hobgarski  | 6:2, 6:4          |